# Frits Vos
Frits Vos (Delft, 6 november 1918 – Leiden, 19 januari 2000) was een Nederlandse japanoloog en koreanoloog. Als zodanig was hij hoogleraar aan de Rijksuniversiteit Leiden.

## Loopbaan
In 1937 ging Vos studeren in Leiden. Korea bezocht hij voor het eerst in 1950 als kapitein, lid van het Nederlands detachement dat deelnam aan de Koreaanse Oorlog. In 1946 werd Vos benoemd tot lector in Leiden, als opvolger van de naar de VS vertrokken Johannes Rahder (1898-1988). In maart 1951 was hij in Taegu, de stad waar de Noord-Koreanen tot staan waren gebracht na hun succesvolle opmars, en kocht daar boeken over onder meer Confucianisme en Koreaanse volksverhalen. Van 1951 tot 1952 verbleef hij voor het eerst in Japan, als medewerker van een Unesco-onderzoek naar de Japanse naoorlogse jeugd. Vos benutte dit verblijf om onder andere studies van de Ise-monogatari te kopen, verhalen en gedichten uit de 10e eeuw. Hij wordt in 1957 bevorderd tot de allereerste hoogleraar Japan- en Koreastudies. Hij promoveerde op een studie met de eerste westerse vertaling van de Ise-monogatari collectie. Met de benoeming van Vos als hoogleraar werd tevens de grondslag gelegd voor de studie van het Koreaans aan de Leidse universiteit. In 1983 ging hij met emeritaat. Hij werd in opgevolgd door W.J. Boot.
Vos had een Japanse echtgenote, Miyako Vos-Kobayashi. Zijn dochter Naomi Hylkema-Vos heeft onder andere gepubliceerd over de Japanse shinto-godsdienst. Vos had een aanzienlijke oriëntalistische bibliotheek, die grotendeels in de Leidse universitaire collectie is terechtgekomen.

## Onderscheidingen
- Erelid European association for Japanese studies
- Japan Foundation Award 1992. (jaarlijks uitgereikt aan Japanners of buitenlanders die een grote culturele bijdrage voor Japan hebben geleverd)

## Publicaties
- Vos, Frits, A Study of the Ise-Monogatari with the Text According to the Den-Teika- Hippon and an Annotated Translation. 2 vols. Proefschrift, Leiden 1957.
- Vos, F., De “Hollandse Wetenschap” in Japan’, 350 jaar Nederland-Japan, Rotterdam 1959, pp. 30–40.
- Vos, F., ‘Dutch Influences on the Japanese Language (with an Appendix on Dutch Words in Korean)’, In: Lingua 12 (Amsterdam 1963), pp. 341–388.
- Vos, Frits, ‘A Distance of Thirteen Thousand Miles: The Dutch Through Japanese Eyes’, In: Delta. A Review of Arts, Life and Thought in the Netherlands XVI, 2 (Amsterdam 1973), pp. 29–46.
- Vos, Frits, Forgotten Foibles - Love and the Dutch at Dejima (1641-1854), Asien Tradition und Fortschritt: Festschrift für Horst Hammitzsch zu seinem 60. Geburtstag, Wiesbaden 1971, pp. 614–633.
- Vos, Frits, ‘Master Eibokken on Korea and the Korean Language: Supplementary Remarks to Hamel's Narrative’, In: Transactions of the Korea Branch of the Royal Asiatic Society L (Seoel 1975), pp. 7–42.
- Vos, Frits, ‘Hollanders als curiosa’ In: Tooren, J. van, Senryū - De waterwilgen: Vierhonderdnegentig senryū-gedichten, Amsterdam 1976.
- Vos, F., ‘350 Jaar Nederland-Korea’, In: Gids voor Korea, Seoel 1977, pp. 147–162.
- Vos, F., ‘Onze voorouders in Japan: Handel, wetenschap en liefde’, In: De Gids 4/5 (1978), pp. 215–266.
- Vos, Frits. Die Religionen Koreas. Stuttgart: Kohlhammer 1977
- Liefde rond, liefde vierkant: Zeven eeuwen Koreaanse poëzie. Vertaald uit het Koreaans en beschreven door Frits Vos. Meulenhoff Amsterdam 1978. 136 bladzijden. ISBN 90 290 0686 2.
- Vos, Frits, ‘Korean Studies in the Netherlands - Past and Present’, The Present Status and Prospects for Korean Studies at Home and Abroad, Seoel: The Academy of Korean Studies 1979, pp. 1–24.
- Vos F. Van keurslijfjes en keesjes, bosschieters en lijfschutten: onze voorouders in Japan en Korea en het begin der Japanse en Koreaanse studiën in Nederland. Universitaire pers Leiden, 1980.
- Een Nieuwe Vijver, gedichten van de excentrieke Zen-priester Ryokan (1759-1831). Vertaald en toegelicht door Frits Vos. Uitg.: Meulenhoff 1996.
- Mark De Fraeye en Frits Vos. Korea. Scenic Beauty and Religious Landmarks., 1996, 172 p., hardcover.
- Paul Reps (samenstelling), Zen-zin, zen-onzin. Ingeleid door prof. Frits Vos. Kluwer, Deventer, 1972

## Secundaire literatuur
- Poorter, Erika de. As the Twig is Bent...Essays in Honour of Frits Vos. Amsterdam. J.C. Gieben. 1990.
- Walraven, B.C.A. (2001). Mountains and Valleys Never Meet, But People Do: Frits Vos (1918-2000). Acta Koreana, 4, pp. 197–202. (in memoriam)